# عامل حر
العامل الحر أو العامل المستقل (بالإنجليزية: Freelancer)‏ هو مصطلح يستخدم لشخص يعمل لحسابه الخاص، ولا يلتزم بالضرورة بوظيفة معينة لفترة طويلة. يُمثَل العمال المستقلين في بعض الأحيان من قبل شركة أو وكيل يقوم بإيصال المستقلين للعملاء؛ ويعمل الآخرون بشكل مستقل بلا شركة أو وكيل، أو يستخدمون منصات أو مواقع ويب مهنية للحصول على عمل.
تشمل المجالات والمهن والصناعات التي يكثر فيها العمل الحر: الموسيقى والكتابة والتمثيل وبرمجة الكمبيوتر وتصميم الويب والتصميم الغرافيكي والترجمة والتوضيح وإنتاج الأفلام والفيديو وغير ذلك من أشكال العمل بالقطعة والتي يعتبرها بعض المنظرين الثقافيين مركزية الاقتصاد المعرفي الثقافي.

## مميزات العمل الحر
- المرونة في الجدول الزمني: يتيح العمل الحر للأفراد تحديد أوقات عملهم بما يتناسب مع احتياجاتهم الشخصية.[3]
- اتباع الشغف الشخصي: يُمكّن العمل الحر الأفراد من التركيز على المجالات التي يهتمون بها ويشعرون بالشغف تجاهها.
- فرص العمل في المناطق النائية: يتيح العمل الحر للأشخاص في المناطق البعيدة عن المراكز الحضرية الوصول إلى فرص عمل متنوعة.
- التنوع في المشاريع: يمكن للمستقلين اختيار المشاريع التي تتوافق مع مهاراتهم واهتماماتهم، مما يساهم في تطوير خبراتهم.[4]

دوافع التحول إلى العمل الحر:
قد يلجأ الأفراد إلى العمل الحر لعدة أسباب، منها:
- البطالة أو فقدان الوظيفة: يُعد العمل الحر بديلاً مناسبًا للأشخاص الذين فقدوا وظائفهم أو لم يجدوا فرص عمل بدوام كامل.
- الاعتماد المتزايد على المستقلين: تتجه بعض الصناعات، مثل الصحافة، نحو الاعتماد بشكل أكبر على المستقلين بدلاً من الموظفين الدائمين.
- الطلاب وتغطية النفقات الدراسية: يعمل بعض الطلاب كمستقلين لتأمين تكاليف دراستهم.[5]

نصائح للمستقلين:
- إدارة الوقت بفعالية: يُعد تنظيم الوقت أمرًا حاسمًا لتحقيق التوازن بين العمل والحياة الشخصية.
- تطوير المهارات باستمرار: يساهم التعلم المستمر في زيادة فرص الحصول على مشاريع متنوعة.
- بناء شبكة علاقات مهنية: تُساعد العلاقات المهنية في الحصول على فرص عمل جديدة وتبادل الخبرات.[6]

للذين يعملون كمستقلين مجموعة متنوعة من الأسباب للتخلي عن العمل الدائم، تختلف المميزات المتصورة حسب الجنس والمجال ونمط الحياة. على سبيل المثال، أفاد تقرير العمل الحرة الحر 2012 أن الرجال والنساء يعملون لحسابهم الخاص لأسباب مختلفة. وأشارت النساء اللواتي شملهن الاستطلاع إلى أنهن يفضلن جدول عمل حر ومرن، في حين أشارت إجابات الذكور إلى أنهم يعملون لحسابهم الخاص ليتبعون شغفهم الشخصي. كما يتيح العمل الحر للأشخاص الحصول على فرص أعلى للعمل في المناطق المنعزلة عن المدن.
كما يتحوّل الموظفين إلى العمل الحر عند الاستغناء عن خدماتهم، والذين لم يجدوا وظيفة بدوام كامل، أو لتلك المجالات، مثل الصحافة، التي تعتمد بشكل متزايد على المستقلين بدلاً من الموظفين بدوام كامل. يعمل الطلاب أيضًا كمستقلين، لتغطية نفقاتهم الدراسية. في المقابلات، وعلى المدونات حول الاستقلالية، يقول المستقلون أن اختيار المشاريع، ومرونة أوقات العمل، هي مميزات الاستقلال.